# Typologia jezior

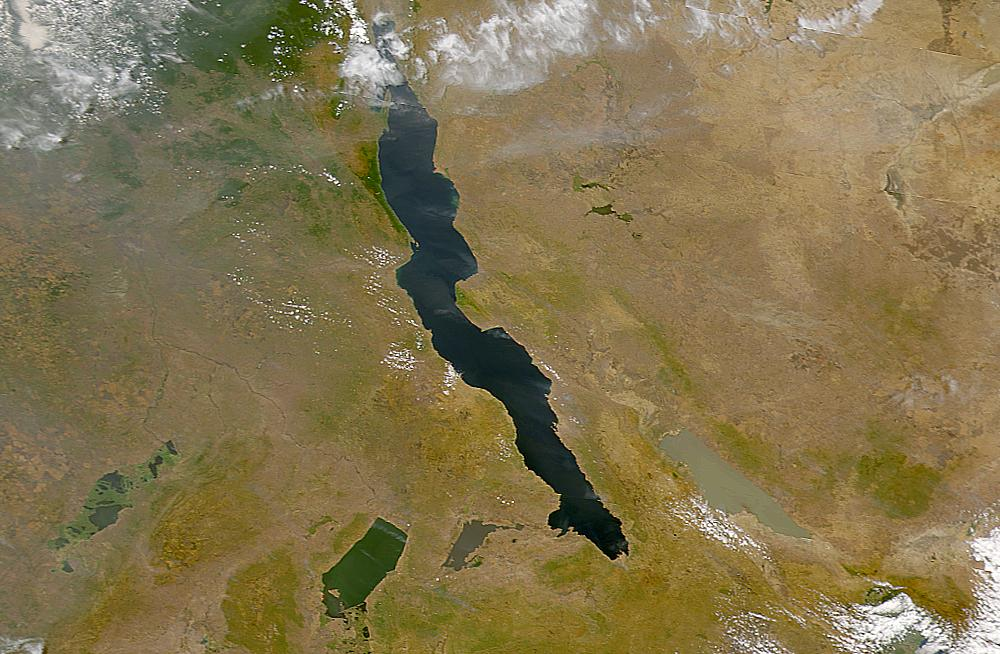
Jezioro Tanganika o pochodzeniu tektonicznym

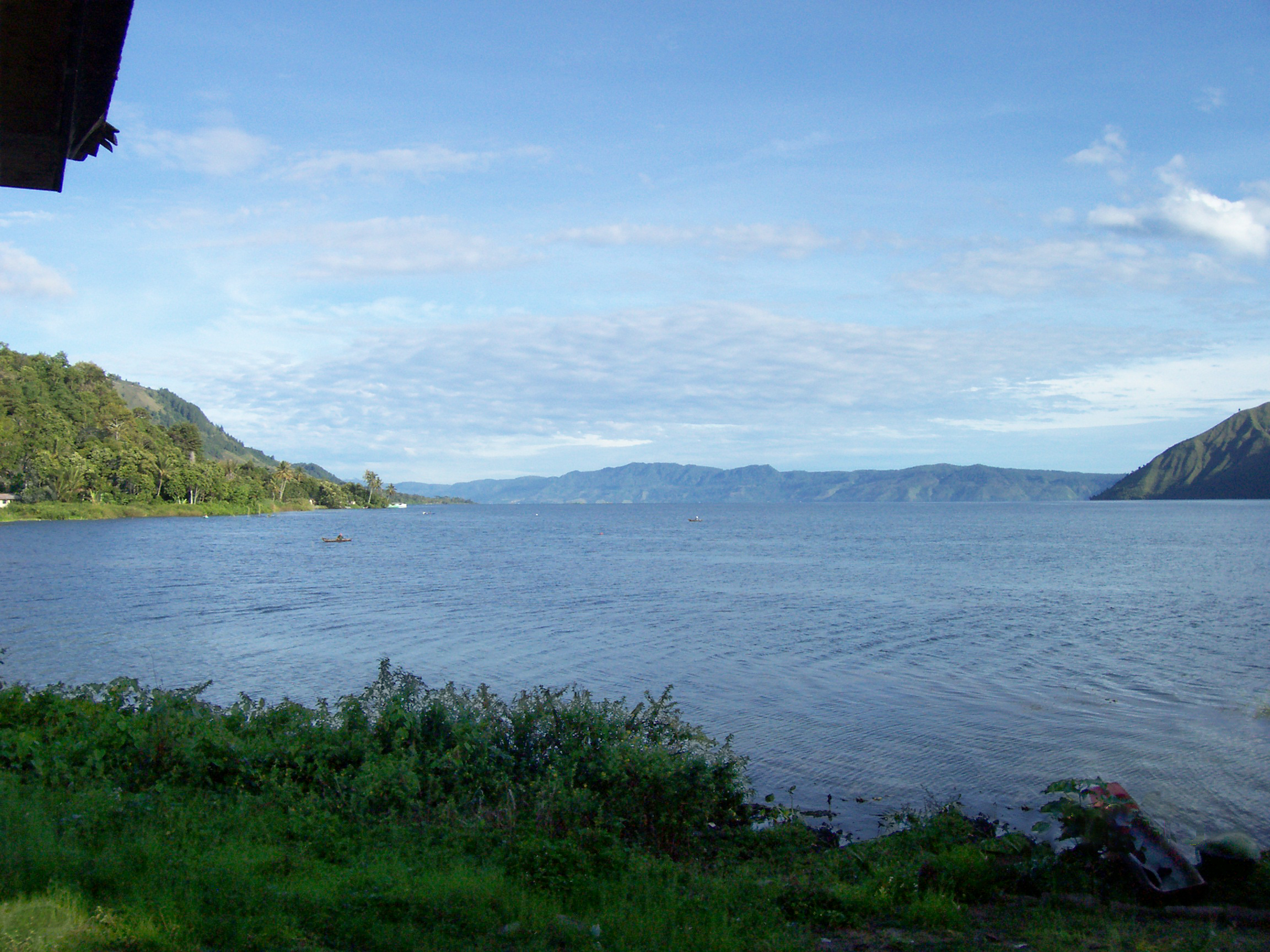
Jezioro Toba o pochodzeniu kalderowym

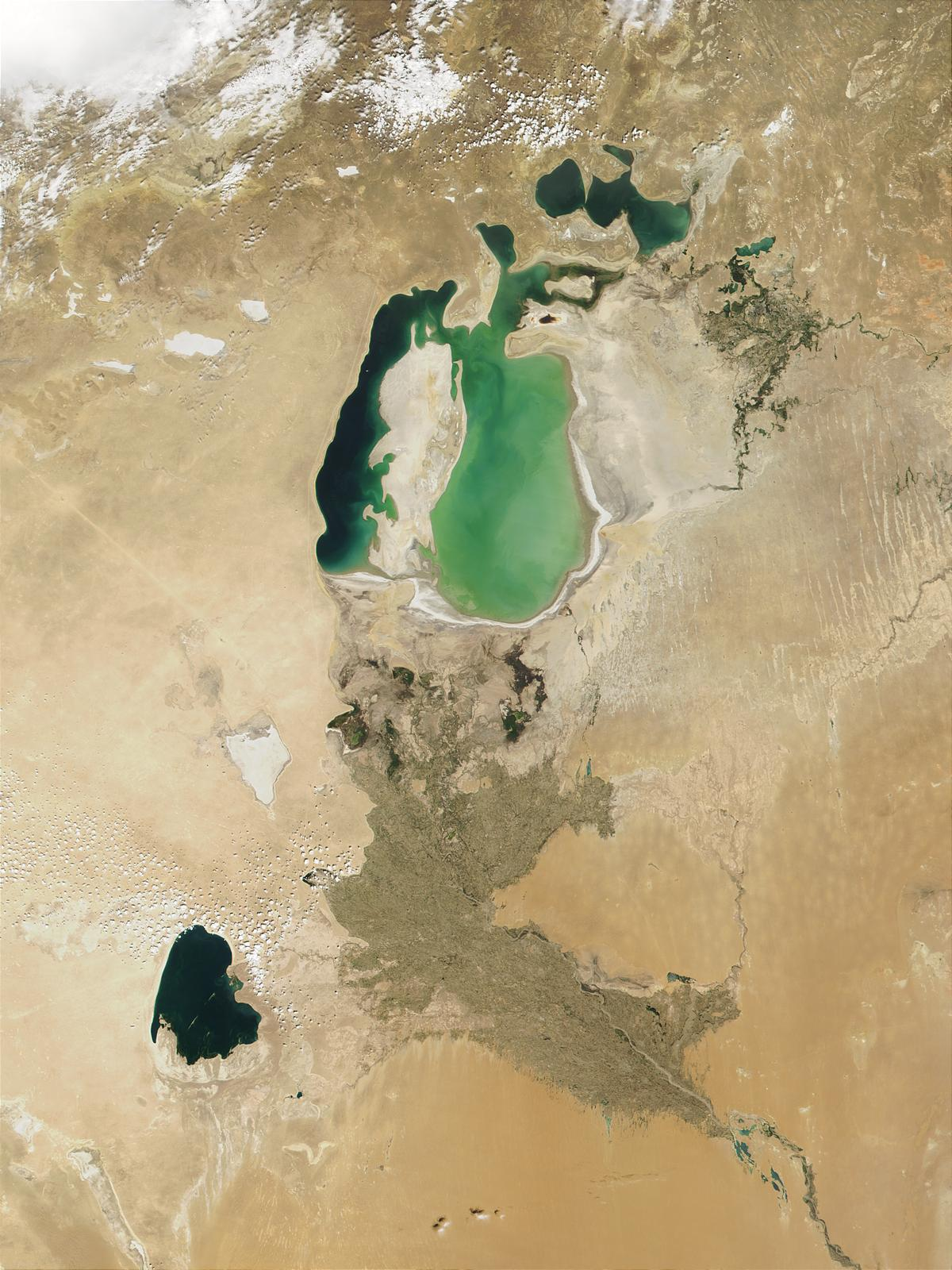
Reliktowe Jezioro Aralskie

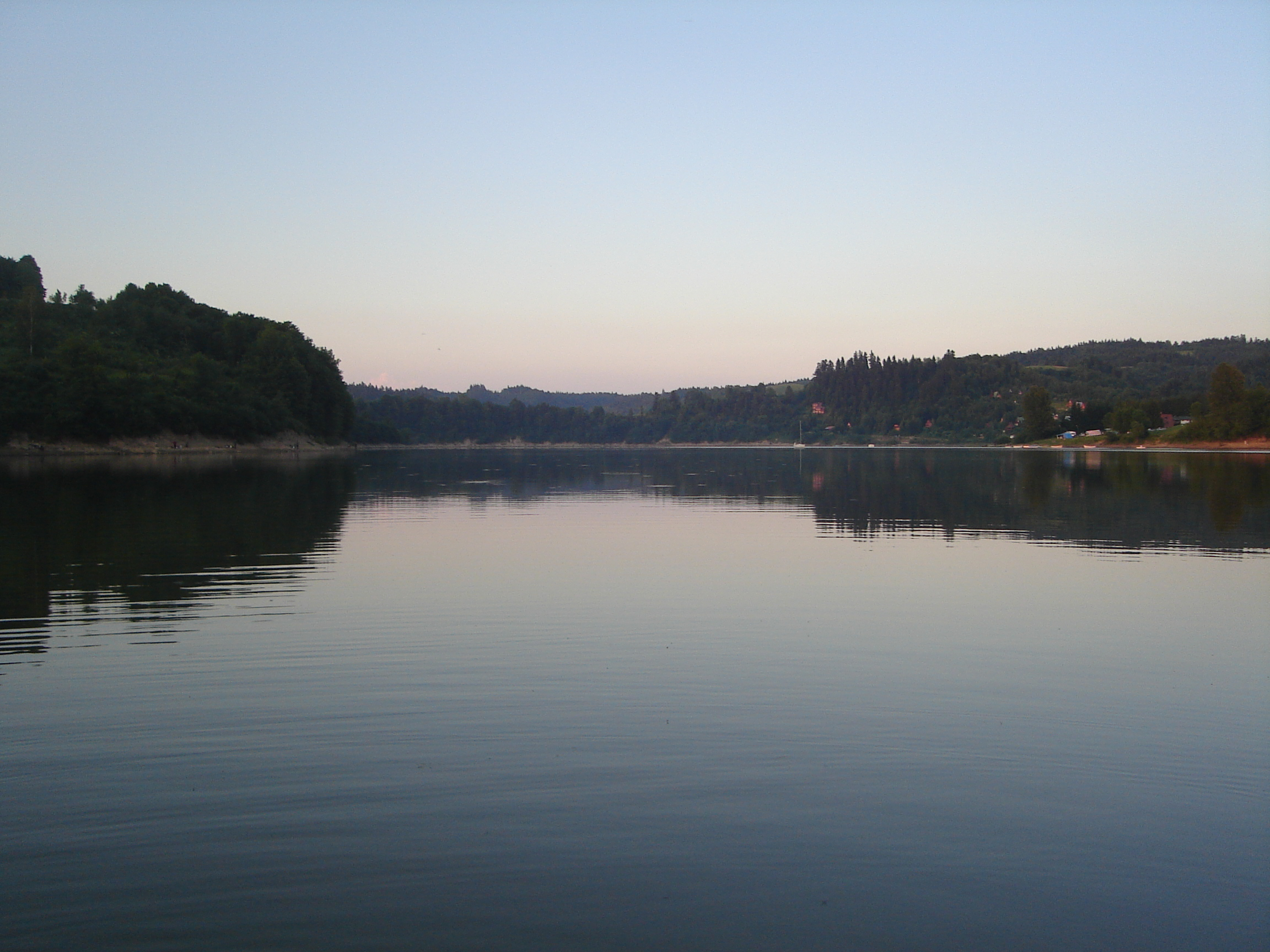
Zbiornik Soliński – przykład jeziora antropogenicznego

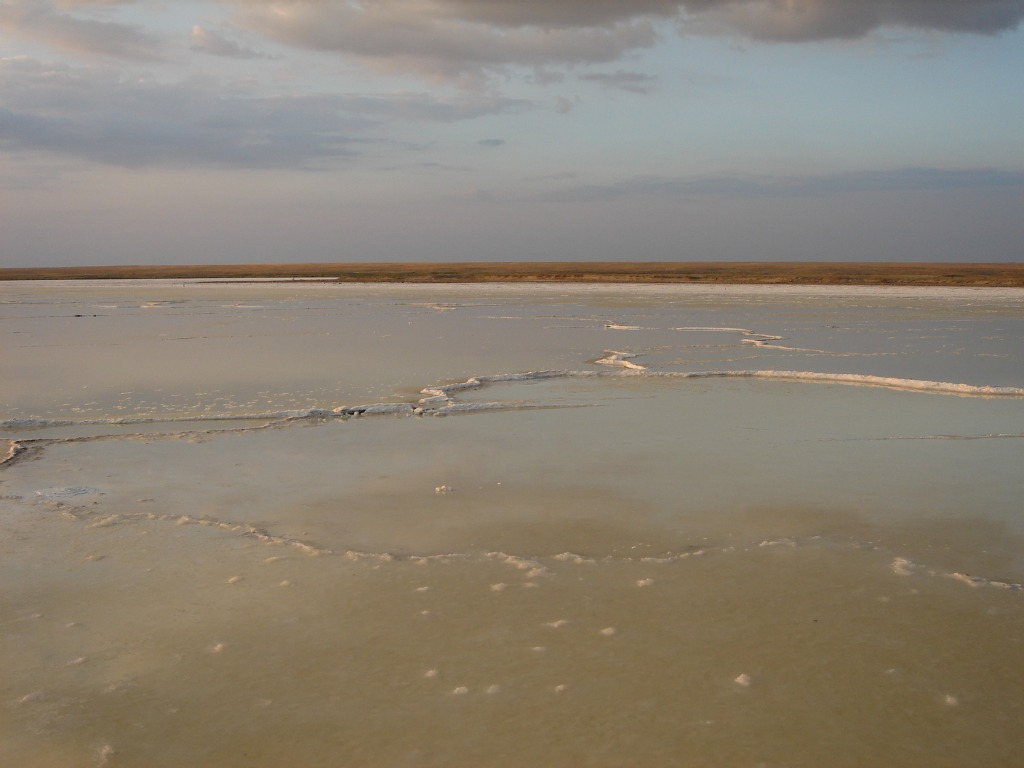
Słone jezioro Elton

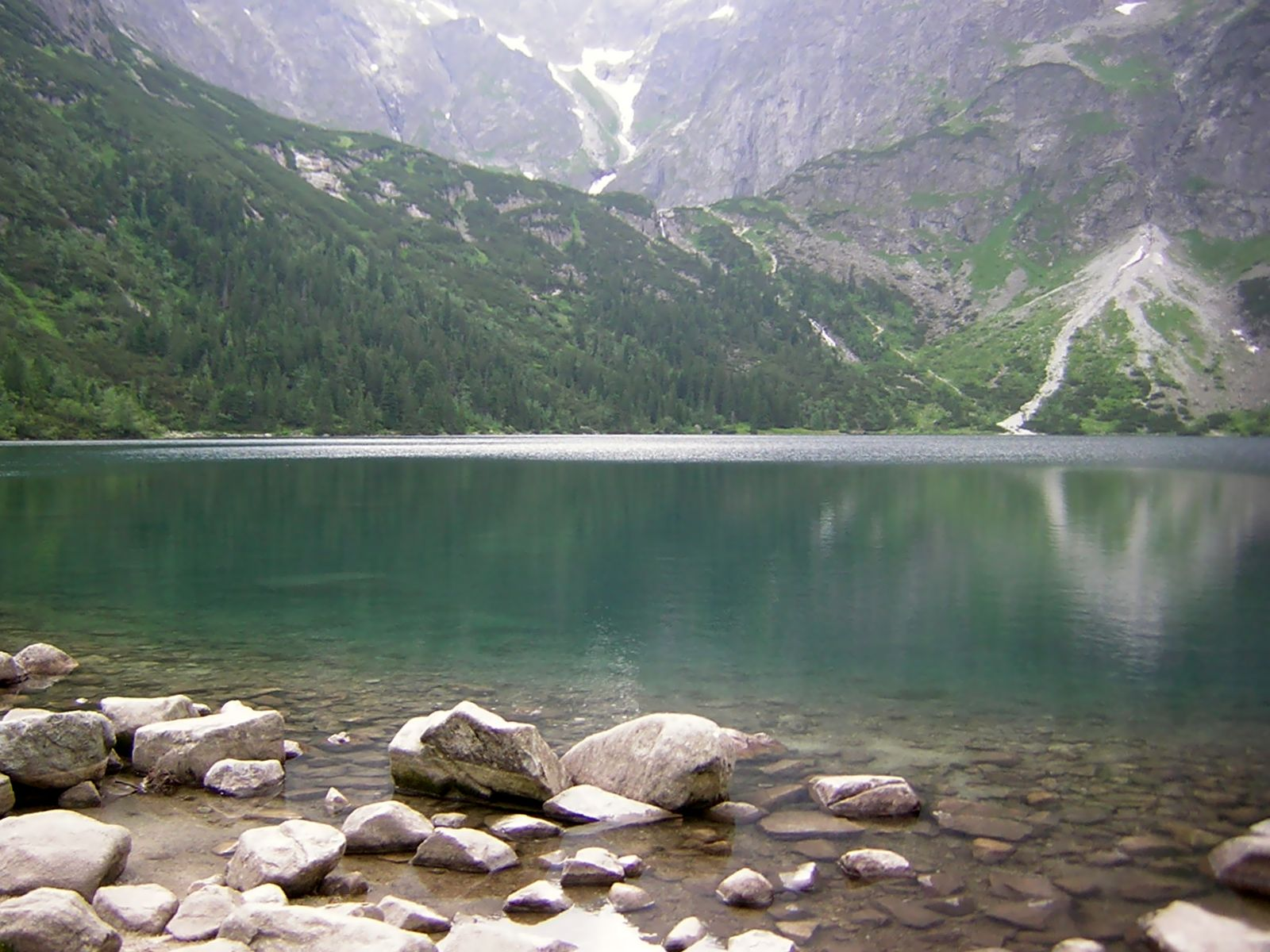
Oligotroficzne jezioro Morskie Oko

Jeziora są klasyfikowane według szeregu różnych czynników. Należą do nich: sposób powstawania misy, chemizm wód, częstość mieszania się wody czy trofia.

## Typy genetyczne jezior
Jednym ze sposobów klasyfikacji jezior jest ich podział na podstawie sposobu powstawania ich misy. W klasyfikacji tej wyszczególniono następujące odmiany:
- Jezioro tektoniczne – powstałe w wyniku działalności tektonicznej, posiadające najczęściej wydłużony kształt, strome stoki, o dużej głębokości (Bajkał, Jezioro Wiktorii, Tanganika),
- Jezioro wulkaniczne – jezioro powstałe w wyniku działalności wulkanicznej,
  - Jezioro kraterowe – stanowiące krater wygasłego wulkanu, który uległ wypełnieniu wodą, niewielkie, lecz głębokie (Jezioro Kraterowe w Oregonie, USA),
  - Jezioro kalderowe – powstałe w kalderze, czyli w pozostałościach po rozerwanym wybuchem fragmencie wulkanu (Toba),
  - Maar – niewielkie, lejkowate jezioro wypełniające krater po wygasłym wulkanie eksplozywnym (Laacher See),
- Jezioro polodowcowe – powstałe w wyniku działalności lodowca, lądolodu bądź wód fluwioglacjalnych,
  - Jezioro rynnowe – powstałe w rynnie polodowcowej, posiadające strome brzegi, długie i wąskie (Jezioro Hańcza, Wigry),
  - Jezioro morenowe – powstałe w wyniku zatrzymania odpływu wód przez osady moreny czołowej, o urozmaiconej linii brzegowej i dużej powierzchni (Śniardwy, Mamry, Niegocin),
  - Jezioro wytopiskowe – powstałe poprzez wytapianie się brył lodu, które zalegają w osadach polodowcowych, stosunkowo płytkie, niewielkie, często bezimienne (Sasek Mały),
  - Jezioro sandrowe – powstałe poprzez wytapianie brył lodu w zagłębieniach na obszarze stożków napływowych, stosunkowo płytkie, o zróżnicowanej wielkości (jeziora w Borach Tucholskich)
  - Jezioro przyozowe i jezioro drumlinowe – powstałe w wyniku wypełnienia wodą zagłębień towarzyszących ozom bądź drumlinom, niewielkie, podłużne i stosunkowo płytkie (jeziora na Pojezierzu Dobrzyńskim)
  - Jezioro cyrkowe – wypełnione wodą dawne pole firnowe, oddzielone od doliny przegrodą skalną, koliste, niewielkie i głębokie (Czarny Staw pod Rysami)
- Jezioro rzeczne – powstałe w wyniku działalności rzek,
  - Starorzecze – stanowiące fragment dawnego zakola rzeki, płytkie, wąskie, o sierpowatym kształcie,
  - Jezioro deltowe – tworzące się na obszarze delty, w obniżeniach pomiędzy odnogami rzeki, płytkie, posiadające zabagnione, zarastające brzegi (Dąbie, Druzno),
- Jezioro krasowe – głębokie jezioro powstające na obszarach zbudowanych ze skał wapiennych, gipsowych, solnych (Jeziora Plitwickie),
- Jezioro przybrzeżne – duże, płytkie jezioro będące dawną zatoką morską odciętą od otwartego morza mierzeją (Łebsko, Gardno, Jamno),
- Jezioro bagienne – małe, płytkie jezioro powstające w obniżeniach z utrudnionym odpływem wód podziemnych, charakteryzujące się szybkim zarastaniem (Jezioro Bagienne),
- Jezioro wydmowe – niewielkie, płytkie jezioro w zagłębieniach po wywianym piasku, najczęściej okresowo wysychające (Teke),
- Jezioro reliktowe – duże jezioro, będące częścią dawnych mórz lub większych jezior (Morze Kaspijskie, Jezioro Aralskie),
- Jezioro meteorytowe – okrągłe, stosunkowo płytkie jezioro powstałe w kraterze meteorytowym (Lac à l’Eau Claire),
- Jezioro zaporowe – jezioro powstałe w wyniku zatamowania przepływu wody przez czynniki naturalne,
  - Jezioro osuwiskowe – niewielkie jezioro zatamowane przez obrywy i osuwiska (Jeziorka Duszatyńskie)
  - Jezioro roślinne – niewielkie, zarastające jezioro powstałe w wyniku akumulacji materii organicznej w postaci wałów (Silver Lake)
- Jezioro antropogeniczne – stworzone przez człowieka, spełniające różne funkcje (Zbiornik Nasera, Kariba).

Poza wymienionymi typami genetycznymi występują również jeziora o złożonej odmianie. Przykładem jest Jezioro Górne w Ameryce Północnej, będące jeziorem tektoniczno-polodowcowym.

## Typy jezior według chemizmu wód
Innym sposobem klasyfikacji jezior jest podział według chemizmu wód na:
- Jezioro słone – jezioro zawierające powyżej 35 g soli/litr,
  - Jezioro sodowe z przewagą siarczanu lub węglanu sodu (Magadi),
  - Jezioro siarczanowe z przewagą siarczanów sodu lub magnezu (Manitou),
  - Jezioro chlorkowe z przewagą chlorku sodu (Morze Martwe, Elton),
- Jezioro słonawe – zawierające od 0,5 do 35 g soli/litr (Jamno, Maracaibo),
- Jezioro słodkie – zawierające poniżej 0,5 g soli/litr[1]

## Typy jezior według częstości mieszania się wody
Według tego podziału wyróżniamy jeziora amiktyczne (w których mieszanie nie występuje), jeziora meromiktyczne (w których mieszaniu ulega część wody jeziora) oraz jeziora holomiktyczne (w których mieszaniu ulega cała woda zawarta w jeziorze). Ze względu na liczbę okresów miktycznych w roku wyróżniamy jeziora amiktyczne (j.w.), oligomiktyczne (chłodne lub ciepłe), ulegające mieszaniu raz na kilka lat, monomiktyczne (chłodne lub ciepłe) – mieszane raz w roku, dimiktyczne (większość jezior naszej strefy klimatycznej) – mieszane wiosną i jesienią oraz jeziora polimiktyczne (płytkie, rozległe) mieszane przez wiatr wielokrotnie w ciągu roku.

## Typy troficzne jezior
Stosując ten podział wyróżniamy:
- Jezioro oligotroficzne – o niebieskawej barwie wody, przezroczyste, mało żyzne, dobrze natlenione, o piaszczysto żwirowym dnie (Morskie Oko),
- Jezioro mezotroficzne – o zielonkawej barwie wody, średnio przezroczyste, z obfitą roślinnością i piaszczysto mulistym dnem (Wigry),
- Jezioro eutroficzne – o zielonej lub żółtozielonej barwie wody, małej przezroczystości, słabym natlenieniu oraz mulistym dnie,
- Jezioro dystroficzne – o żółtej lub brązowej barwie wody, bardzo małej przezroczystości, bardzo małej zawartości tlenu oraz organogenicznym dnie[1].